# Olimpia Milano
Olimpia Milano je talijanski košarkaški klub iz Milana. Osnovao ga je 1935. talijanski poslovni čovjek Adolfo Bogoncelli. 

## Trofeji
- Talijansko prvenstvo: (26) 1936., 1937., 1938., 1939., 1950., 1951., 1952., 1953., 1954., 1957., 1958., 1959., 1960., 1962., 1963., 1965., 1966., 1967., 1972., 1982., 1985., 1986., 1987., 1989., 1996., 2014.
- Talijanski kup: (4) 1972., 1986., 1987., 1996.
- Kup prvaka: (3) 1966., 1987., 1988.
- Interkontinentalni kup: (1) 1987.
- Kup pobjednika kupova: (3) 1970., 1971., 1975.
- Kup Radivoja Koraća: (2) 1985., 1993.

## Poznati igrači
| - Bill Bradley - Mike D'Antoni - Dino Meneghin - Roberto Premier - Antoine Carr - Joe Barry Carroll - Earl Cureton - Darryl Dawkins - Bob McAdoo - JD Miller - Ken Barlow - Rickey Brown - Piero Montecchi - Davide Pessina - Antonello Riva - Jay Vincent - Johnny Rogers - Saša Đorđević | - Antonio Davis - Hugo Sconochini - Žan Tabak - Dejan Bodiroga - Ed Stokes - Gregor Fučka - Ferdinando Gentile - Sandro De Pol - Rolando Blackman - Anthony Bowie - Giorgos Kalaitzis - Warren Kidd - Thurl Bailey - Giorgos Sigalas - Flavio Portaluppi - DeMarco Johnson - Melvin Booker - Shawn Respert | - Stefano Rusconi - Lee Nailon - Michael Iuzzolino - Johnny Taylor - Louis Bullock - Martin Rančík - Henry Turner Uzun - Petar Naumoski - Hugo Sconochini - Rod Sellers - Beno Udrih - Dante Calabria - Jerry McCullough - Diego Fajardo - Preston Shumpert - Kiwane Garris - Danilo Gallinari |

## Sponzorska imena kluba
- Borletti (1936. – 1955.)
- Simmenthal (1955. – 1973.)
- Innocenti (1973. – 1975.)
- Cinzano (1975. – 1978.)
- Billy (1978. – 1983.)
- Simac (1983. – 1986.)
- Tracer (1986. – 1988.)
- Philips (1988. – 1993.)
- Recoaro (1993. – 1994.)
- Stefanel (1994. – 1998.)
- Sony (1998. – 1999.)
- Adecco (1999. – 2002.)
- Pippo (2002. – 2003.)
- Breil (2003. – 2004.)
- Armani Jeans (2004. – 2011.)
- EA7 Emporio Armani (2011. - )

## Vanjske poveznice
- Službena stranica

| Serie A (2009./10.) | Serie A (2009./10.) |
| --- | ------------------- |
| |                     |
| Air Avellino \| Angelico Biella \| Armani Jeans Milano \| Bancatercas Teramo \| Benetton Basket Treviso \| Carife Ferrara \| Cimberio Varese \| Eldo Caserta \| La Fortezza Bologna \| Lottomatica Roma \| Montepaschi Siena \| NGC Cantù \| Premiata Montegranaro \| Scavolini-Spar Pesaro \| Solsonica Rieti \| Vanoli Soresina |                     |

| Serie A (2009./10.) | Serie A (2009./10.) |
| --- | ------------------- |
| |                     |
| Air Avellino \| Angelico Biella \| Armani Jeans Milano \| Bancatercas Teramo \| Benetton Basket Treviso \| Carife Ferrara \| Cimberio Varese \| Eldo Caserta \| La Fortezza Bologna \| Lottomatica Roma \| Montepaschi Siena \| NGC Cantù \| Premiata Montegranaro \| Scavolini-Spar Pesaro \| Solsonica Rieti \| Vanoli Soresina |                     |

| Euroliga 2008./09.         | Euroliga 2008./09. |
| -------------------------- | --- |
|                            | |
| Prvak                      | Panathinaikos |
|                            | |
| Finalist                   | CSKA Moskva |
|                            | |
| Treće mjesto               | Regal FC Barcelona |
|                            | |
| Četvrto mjesto             | Olympiakos |
|                            | |
| Ispali u četvrtfinalu      | Montepaschi Siena • Partizan Igokea • Real Madrid • TAU Cerámica                                                                          |
|                            | |
| Stigli do Top 16           | AJ Milano • ALBA Berlin • Asseco Prokom Sopot • Cibona Zagreb • Fenerbahçe Ülker • Lottomatica Rim • Maccabi Tel Aviv • Unicaja Málaga    |
|                            | |
| Ispali u regularnom dijelu | Air Avellino • DKV Joventut • Fenerbahçe Ülker • Le Mans • Panionios OnTelecoms • SLUC Nancy • Union Olimpija Ljubljana • Žalgiris Kaunas |

| Euroliga 2008./09.         | Euroliga 2008./09. |
| -------------------------- | --- |
|                            | |
| Prvak                      | Panathinaikos |
|                            | |
| Finalist                   | CSKA Moskva |
|                            | |
| Treće mjesto               | Regal FC Barcelona |
|                            | |
| Četvrto mjesto             | Olympiakos |
|                            | |
| Ispali u četvrtfinalu      | Montepaschi Siena • Partizan Igokea • Real Madrid • TAU Cerámica                                                                          |
|                            | |
| Stigli do Top 16           | AJ Milano • ALBA Berlin • Asseco Prokom Sopot • Cibona Zagreb • Fenerbahçe Ülker • Lottomatica Rim • Maccabi Tel Aviv • Unicaja Málaga    |
|                            | |
| Ispali u regularnom dijelu | Air Avellino • DKV Joventut • Fenerbahçe Ülker • Le Mans • Panionios OnTelecoms • SLUC Nancy • Union Olimpija Ljubljana • Žalgiris Kaunas |